# K2-19
K2-19 är en ensam stjärna i mellersta delen av stjärnbilden Jungfrun. Den har en skenbar magnitud av ca 13,00 och kräver ett kraftfullt teleskop för att kunna observeras. Baserat på parallax enligt Gaia Data Release 3 på ca 3,3 mas, beräknas den befinna sig på ett avstånd på ca 976 ljusår (ca 299 parsek) från solen. Den rör sig närmare solen med en heliocentrisk radialhastighet på ca -7 km/s.

## Egenskaper
K2-19 är en gul stjärna i huvudserien av spektralklass K0 V eller G9 V. Den har en massa som är ca 0,92 solmassa, en radie som är ca 0,88 solradie och har ca 0,5 gånger solens utstrålning av energi från dess fotosfär vid en effektiv temperatur av ca 5 300 K. Stjärnan är magnetiskt aktiv och har en ljuskurva som visar variationer på ca 1 procent.

## Planetsystem
K2-19 har ett planetsystem med tre kända exoplaneter, varav de två större, K2-19b och K2-19c, ligger nära 3:2-medelrörelseresonansen. Alla tre planeterna kretsar närmare stjärnan än vad planeten Merkurius gör kring solen.
De två yttre planeterna rapporterades som möjliga planeter under analys av data från kampanj 1 i Keplerteleskopet K2 utökade uppdrag. Båda planeterna bekräftades av David J. Armstrong et al., som använde markbaserade teleskop för att upptäcka ytterligare transiteringar och mäta timslånga transittidsvariationer för K2-19b. De validerades oberoende tillsammans med 20 andra planeter av Benjamin T. Montet et al.
K2-19d rapporterades först som en möjlig planet under en sökning efter kandidater från det första året av K2-uppdraget och validerades senare av Sinukoff et al.
| Planet | Massa           | Halv storaxel (AE) | Siderisk omloppstid (d) | Excentricitet      | Inklination       | Radie          |
| ------ | --------------- | ------------------ | ----------------------- | ------------------ | ----------------- | -------------- |
| d      | 14 M🜨           | 0,0344 ± 0,0006    | 2,50856 ± 0,00041       | ?                  | 85,83 +2,97−4,74° | 1,14 ± 0,13 R🜨 |
| b      | 54,4 ± 8,9 M🜨   | 0,0762 ± 0,0022    | 7,919 +0,00040−0,00012  | 0,023 +0,240−0,020 | 88,87 +0,16−0,60  | 7,16 ± 0,91 R🜨 |
| c      | 7,5 +3,0−1,4 M🜨 | 0,1001 ± 0,0029    | 11,9066 ± 0,0014        | 0,183 +0,283−0,003 | 88,92 +0,14−0,41  | 4,34 ± 0,55 R🜨 |